# Хлопковая моль
Хлопковая моль (Pectinophora gossypiella) — вид чешуекрылых насекомых семейства выемчатокрылые моли (Gelechiidae). Вредитель хлопчатника (Gossypium).

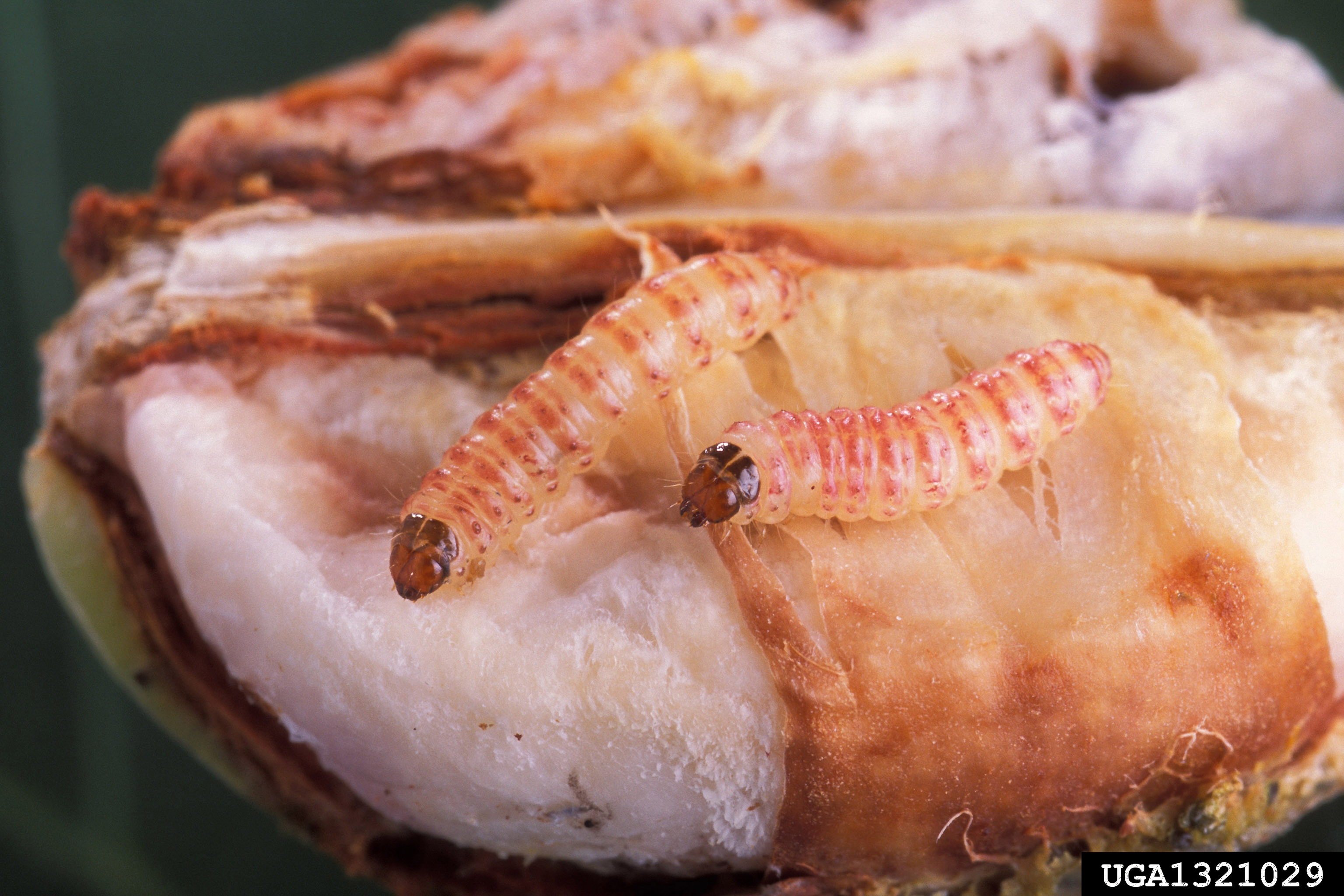
Личинки хлопковой моли

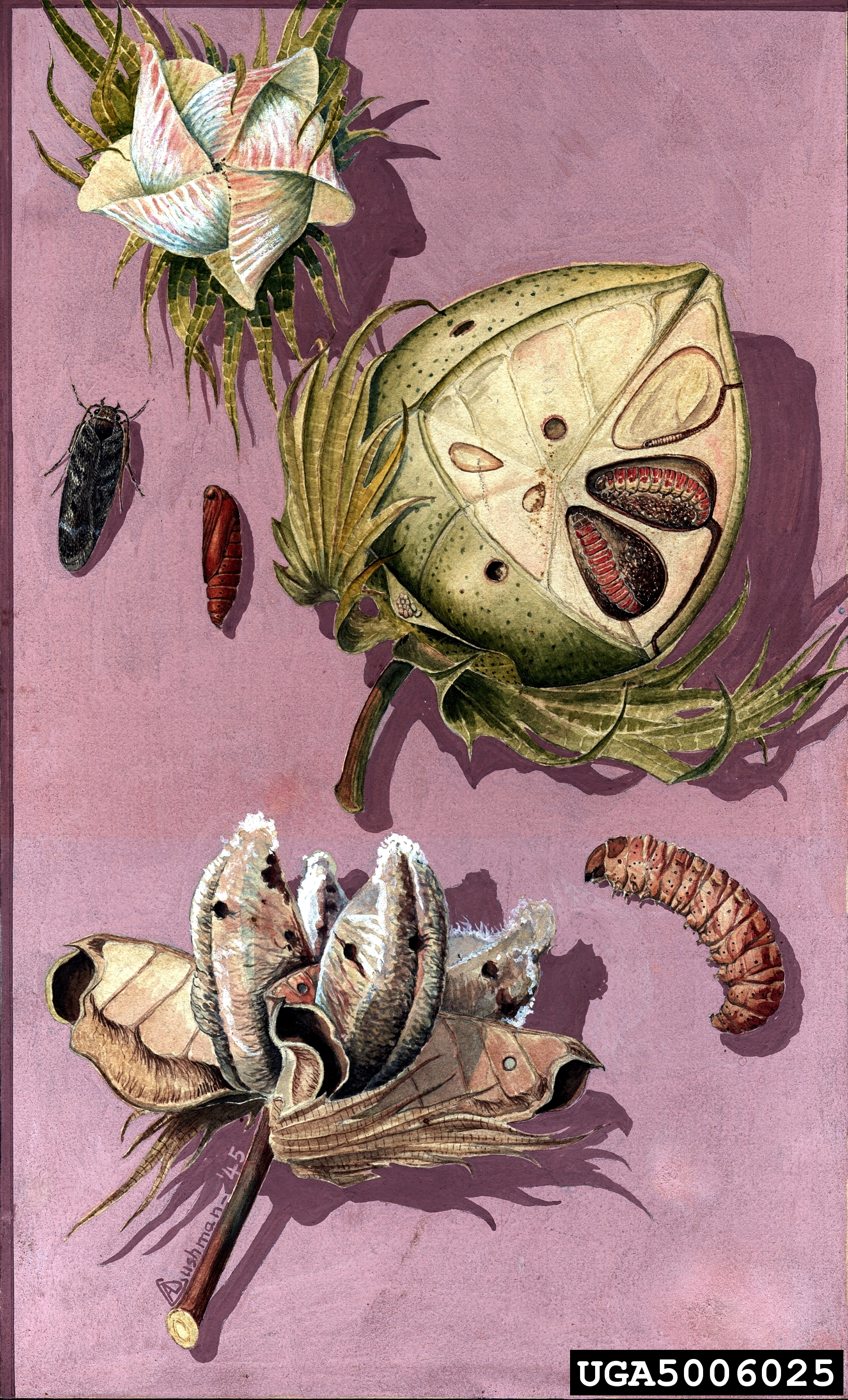
Жизненный цикл хлопковой моли

## Описание
Взрослые бабочки имеют размах крыльев 13 мм. Усики бледно-серые с тремя тёмными колечками. На передних крыльях есть тёмные неравномерные пятна, особенно на задней половине крыльев. Задние крылья дымчато-серые, с длинными бахромчатыми чешуйками.
Личинки сначала имеют бледно-беловатую окраску, но на третьей личиночной стадии они становятся бледно-розовыми. Отдельные сегменты их тела негусто покрыты щетинками, у основания щетинок чёрные пятна. Яйца округлые, приплюснутые. Сначала они светло-зелёные, а перед вылуплением личинок становятся более тёмными.

## Распространение
Первоначальный район возникновения хлопковой моли неизвестен, но считается, что эти насекомые происходят из Южной Азии. Впервые насекомое было обнаружено в Индии в 1842 году, а затем распространилось по территориям, на которых производился хлопок. В Западном полушарии паразит распространился вместе с семенами хлопчатника между 1911 и 1913 годами. В США он впервые появился в Техасе в 1917 году и первоначально был искоренен. С 1950-х годов вид снова распространился в хлопковом поясе США и стал главным вредителем на хлопковых полях Южной Калифорнии. Сейчас хлопковую моль можно встретить почти во всех странах мира, где распространено хлопководство. В 2018 году Министерство сельского хозяйства США объявило, что вид был истреблен на континентальной части США благодаря синергической комбинации использования трансгенного Bt-хлопчатника и выпуска стерильных самцов.

## Жизненный цикл
Бабочки ведут ночной образ жизни и спариваются вскоре после вылупления. С третьего дня самки начинают откладывать яйца. Они могут отложить до 450 яиц, в среднем откладывают около 125 яиц. Период откладывания яиц зависит от погоды и может занять от четырех до 25 дней. Первое поколение развивается в бутонах и цветках хлопчатника, последующие поколения живут в молодых или зрелых семенных коробочках. Личинка живет от восьми до 14 дней, при этом происходят три личиночные стадии. После короткого периода покоя личинки окукливаются в слое подстилки или в почве, иногда образуют кокон, который прикрепляется к частям растения. Период покоя куколки длится от 6 до 20 дней. Различают короткий и длинный цикл поколения. В первом случае личинки окукливается сразу после того, как вырастают. Тогда генерационный цикл длится примерно 30 дней. Во втором случае личинки входят в восьми-десятимесячную диапаузу и зимуют. Ежегодно формируется от четырех до шести поколений.
Кроме различных видов хлопчатника (Gossypium), личинки хлопковой моли были обнаружены на следующих растениях: абельмош съедобный (Abelmoschus esculentus), канатник индийский (Abutilon indicum), различные виды гибискуса (Hibiscus), такие как гибискус коноплёвый (Hibiscus cannabinus) и розелла (Hibiscus sabdariffa), посевная люцерна (Medicago sativa) и различные виды алтея (Althaea).

## Хозяйственное значение и меры борьбы
Личинки повреждают почки хлопчатника и заставляют растение сбрасывать плодовые коробочки. В более развитых коробочках личинки поедают семена, из которых добывается хлопковое масло, и повреждают волокна хлопка. Потери урожая без мер по защите растений составляют более 80%. Если проводить такие мероприятия, потери составляют около 37%. Из-за высокого потенциала повреждения хлопковой молью на хлопковых плантациях начали широко использовать пестициды. В дополнение к традиционному контролю с помощью инсектицидов, с момента внедрения Bt-хлопчатника в 1996 году, его начали использовать примерно на половине мировых посевных площадей. В марте 2010 года было сообщено, что индийские экземпляры моли выработали устойчивость к токсину Cry1Ac, содержащемуся в Bt-хлопчатнике первого поколения. Среди возможных причин – недостаточное количество угодий или несанкционированное размножение Bt-хлопчатника со слишком низким содержанием Bt-токсина.

## Природные враги
Из литературы известны разнообразные природные враги, в том числе разнообразные паразитические виды наездников (роды Apanteles, Trichogramma), браконидов (роды Bracon, Microchelonus), златоглазок и жуков (Collops vittatus, Hippodamia convergens). Патогенное действие оказывают некоторые подвиды бактерии Bacillus thuringiensis. Попытки использовать естественных врагов для биологической борьбы с хлопковой молью не увенчались успехом.